# 王𤫉
王𤫉（?—?），秦州成纪县（今甘肃省天水市）人，南宋将领。
王𤫉担任中山府路马步军副总管，随种师中在榆次与金军交战。靖康元年（1126年）十一月二十六日，王𤫉、郑建雄率麟州军八千至开封府勤王，十一月十七日，王𤫉被任为枢密副都承旨，宋钦宗赐以白旗，上写“忠勇”二字。闰十一月二十三日，王𤫉被飞石所伤，腿流血，被扶下城墙。开封城破后，王𤫉所部在汝州、颍昌府一带沦为盗贼，靖康二年（1127年）三月二十四日，张邦昌任命王𤫉为四壁都巡检使。
建炎元年（1127年）七月初一，宋高宗以枢密副都承旨王𤫉为河东经制使。十二月廿四，金军攻克汝州，入西京河南府（洛阳）。十二月廿五，金军攻克华州。十二月廿六，破潼关。河东经制使王𤫉自同州引兵逃亡蜀中。
金军攻打关辅，史斌攻陷兴州，卢法原开关接纳河东经制使王𤫉，王𤫉与卢法原同破史斌，收复兴州。建炎二年（1128年）十一月金军攻打延安，温州观察使、知凤翔府王𤫉率军抵达兴元府，王庶至甘泉，而延安已陷落。王庶将军队交给王𤫉。王𤫉率领两军在庆阳，曲端召他，王𤫉不应。有人告发王𤫉过邠州时，军士劫掠，曲端大怒，命统制官张中孚率兵召王𤫉，对张中孚说：“王𤫉不听，则斩以来。”张中孚至庆阳，王𤫉已去，于是派兵邀击，没有追上而止。
建炎三年（1129年）五月十八，御营前军统制王𤫉为淮南招抚使。七月，苗傅、刘正彦伏诛，王𤫉与靳赛交战战败。闰八月十一，辅逵掠夺涟水军，杀军使郝璘，率众归降王𤫉。闰八月十五，高宗留右仆射杜充兼江、淮宣抚使、守建康，前军统制王𤫉、刘光世、韩世忠诸将隶属于他，韩世忠为浙西置使守镇江府，刘光世为江东宣抚使守太平州、池州，并受杜充节制。十一月十八，金人攻打建康府，攻克溧水。十一月十九，攻克太平州。
十一月二十，金人攻打采石，杜充遣都统制陈淬率中军、戚方率前军、王𤫉率后军，在马家渡与金军交战，岳飞也参加战斗。陈淬说：“金军虽多，但止有二十艘船，一艘不过五十人，每至不过千人。我们伏兵在葭芦翳薈间，等他渡河一部分就擒获一部分，前后不相知，渡河完毕，当全部擒获。”杜充不从，金兵攻打板桥，王𤫉率军先逃，陈淬战败阵亡，只有岳飞力战。
金军兵临长江，赵鼎担任御史中丞。请督王𤫉进军宣州，周望分军出广德军，刘光世渡江驻蕲州、黄州。建炎四年（1130年），诏：“神武义军统制王𤫉下阅到第三等军兵一千六百六十人，填厢禁军，其不任披带者，分填严州新禁军。”六月初五，王𤫉派遣统领林闰等在东阳县追袭杨勍，战败，裨将李在战死。七月，宋高宗命王𤫉部兵屯守信州。九月，李成派遣马进围江州。吕颐浩入见，请增兵，高宗命王𤫉、巨师古、颜孝恭率兵隶属于吕颐浩，分屯境内。十月初三，高宗命杨惟忠、王𤫉讨李成。十一月，高宗命王𤫉率部兵万人速援吕颐浩。
绍兴元年（1131年）正月十九，吕颐浩派遣王𤫉、崔增在湖口击贼，获胜。吕颐浩及杨惟忠引兵至江州。二月十七，高宗命王𤫉、张俊掎角讨捕马进等游寇。二月廿二，孔彦舟、吕颐浩、张俊会兵讨李成。三月初一，吕颐浩派遣崔增、王𤫉合兵在湖口与李成交战，大胜。九月初一，张琪之党李捧攻打宣州，守臣李彦卿、韩世清将其击退。以王𤫉知池州，杨惟忠知江州，并兼管内安抚使，率部兵赴任。九月初七，张琪攻克宣州后撤退。九月初八，命王𤫉讨张琪。
绍兴二年（1132年）二月，以吏部尚书李光为淮西招抚使，王𤫉为副使。绍兴三年六月十一，命王𤫉率诸军讨杨太。七月，王𤫉率领水师从行在出发。九月，以刘光世为江东、淮西宣抚使，置司池州；韩世忠为镇江建康府、淮南东路宣抚使，置司镇江府；王𤫉为荆南府、岳州鄂州潭州鼎州澧州黄州汉阳军制置使，置司鄂州；岳飞为江南西路、舒州蕲州制置使，置司江州；主管殿前司郭仲荀知明州，兼沿海制置使，神武中军统制杨沂中兼权殿前司。杨沂中将中军总宿卫，江东刘光世、淮东韩世忠、湖北岳飞、湖南王𤫉四军共十九万一千六百人。十月，催促王𤫉进兵，王𤫉在鼎口与杨太交战，战败。十一月，王𤫉自鼎州率兵回到鄂州，留统领王渥等四军归属程昌寓节制。
绍兴四年（1134年）八月，王𤫉以讨伐杨太无功，降为光州观察使。以岳飞为清远军节度使、湖北荆襄潭州制置使，代王𤫉讨杨太。十月初九，高宗以王𤫉为建武军承宣使、江西沿江制置使。绍兴五年（1135年）闰二月廿三，王𤫉罢职。三月初一，以王𤫉贪纵不武，败师误国，降授濠州团练使。
王𤫉去世后，绍兴十年（1140年）被追复为房州观察使，于绍兴二十七年（1157年）被追复为建武军承宣使 。